# Nauru International Airport

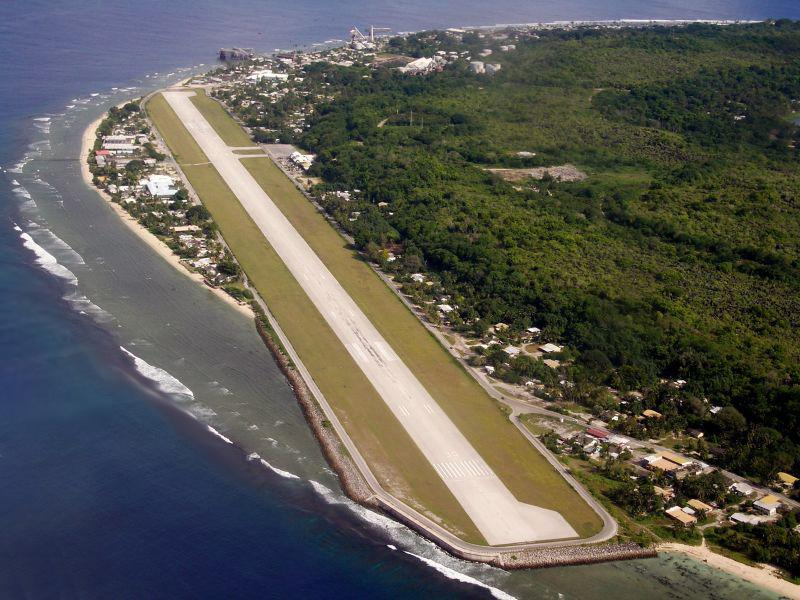
Vy över flygplatsen.

Nauru International Airport, Naurus internationella flygplats, (nauruanska: Reikoariata Republik Naoero) (IATA: INU, ICAO: ANYN) är den enda flygplatsen i Nauru och trafikeras av Nauru Airlines. Flygplatsen ligger i distriktet Yaren, strax norr om många av landets regeringsbyggnader, bland andra Naurus parlament, polisstation och högstadieskola. På flygplatsen ligger huvudkontoret för Nauru Airlines.

## Historia
Landningsbanan byggdes under andra världskriget under Japans ockupation av Nauru genom tvångsarbete och började trafikeras i januari 1943. Efter kriget gjordes den om till en civil flygplats.

## Flygbolag och destinationer
| Flygbolag      | Destinationer                  |
| -------------- | ------------------------------ |
| Nauru Airlines | Brisbane, Majuro, Nadi, Tarawa |

## Frakt
| Flygbolag           | Destinationer |
| ------------------- | ------------- |
| Pacific Air Express | Brisbane      |